# Lijst van voetbalinterlands Jemen - Verenigde Arabische Emiraten
Deze lijst van voetbalinterlands is een overzicht van alle officiële voetbalwedstrijden tussen de nationale teams van (Noord-)Jemen en de Verenigde Arabische Emiraten. De landen speelden tot op heden veertien keer tegen elkaar. De eerste ontmoeting, een vriendschappelijke wedstrijd, werd gespeeld in Casablanca (Marokko) op 11 augustus 1985. Het laatste duel, een kwalificatiewedstrijd voor het Wereldkampioenschap voetbal 2026, vond plaats op 26 maart 2024 in Khobar (Saoedi-Arabië).

## Wedstrijden
| №  | Plaats     | Datum            | Competitie                 | Wedstrijd                                  | Uitslag |
| -- | ---------- | ---------------- | -------------------------- | ------------------------------------------ | ------- |
| 1  | Casablanca | 11 augustus 1985 | Vriendschappelijk          | Verenigde Arabische Emiraten − Noord-Jemen | 1 − 2   |
| 2  | Abu Dhabi  | 7 februari 1988  | Azië Cup 1988 kwalificatie | Verenigde Arabische Emiraten − Noord-Jemen | 2 − 1   |
| 3  | Sanaa      | 11 mei 2001      | WK 2002 kwalificatie       | Jemen − Verenigde Arabische Emiraten       | 2 − 1   |
| 4  | Al Ain     | 18 mei 2001      | WK 2002 kwalificatie       | Verenigde Arabische Emiraten − Jemen       | 3 − 2   |
| 5  | Koeweit    | 11 januari 2004  | Golf Cup of Nations 2003   | Jemen − Verenigde Arabische Emiraten       | 0 − 3   |
| 6  | Al Ain     | 9 juni 2004      | WK 2006 kwalificatie       | Verenigde Arabische Emiraten − Jemen       | 3 − 0   |
| 7  | Sanaa      | 8 september 2004 | WK 2006 kwalificatie       | Jemen − Verenigde Arabische Emiraten       | 3 − 1   |
| 8  | Abu Dhabi  | 20 januari 2007  | Golf Cup of Nations 2007   | Verenigde Arabische Emiraten − Jemen       | 2 − 1   |
| 9  | Muscat     | 5 januari 2009   | Golf Cup of Nations 2009   | Verenigde Arabische Emiraten − Jemen       | 3 − 1   |
| 10 | Doha       | 25 december 2012 | Vriendschappelijk          | Verenigde Arabische Emiraten − Jemen       | 2 − 0   |
| 11 | Dubai      | 20 november 2018 | Vriendschappelijk          | Verenigde Arabische Emiraten − Jemen       | 2 − 0   |
| 12 | Doha       | 26 november 2019 | Golf Cup of Nations 2019   | Verenigde Arabische Emiraten − Jemen       | 3 − 0   |
| 13 | Abu Dhabi  | 21 maart 2024    | WK 2026 kwalificatie       | Verenigde Arabische Emiraten − Jemen       | 2 − 1   |
| 14 | Khobar     | 26 maart 2024    | WK 2026 kwalificatie       | Jemen − Verenigde Arabische Emiraten       | 0 − 3   |

## Samenvatting
| Competitie            | Totaal gespeeld | Winst Jemen | Gelijk | Winst V.A.E. | Doelsaldo Jemen – V.A.E. |
| --------------------- | --------------- | ----------- | ------ | ------------ | ------------------------ |
| WK-kwalificatie       | 6               | 2           | 0      | 4            | 8 − 13                   |
| Azië Cup-kwalificatie | 1               | 0           | 0      | 1            | 1 − 2                    |
| Golf Cup of Nations   | 4               | 0           | 0      | 4            | 2 − 11                   |
| Vriendschappelijk     | 3               | 1           | 0      | 2            | 2 − 5                    |
| Totaal                | 14              | 3           | 0      | 11           | 13 − 31                  |

YFA · A-internationals
1984 – 1989 · 
1990 – 1999 · 
2000 – 2009 · 
2010 – 2019 ·
2020 − 2029
Bahrein ·
Bangladesh ·
Bhutan ·
Brunei ·
Cambodja ·
China ·
Comoren ·
Djibouti ·
Egypte ·
Eritrea ·
Ethiopië ·
Filipijnen ·
Finland ·
Hongkong ·
India ·
Indonesië ·
Irak ·
Iran ·
Japan ·
Jordanië ·
Kenia ·
Kirgizië ·
Koeweit ·
Libanon ·
Libië ·
Malawi ·
Malediven ·
Maleisië ·
Marokko ·
Mauritanië ·
Mongolië ·
Nepal ·
Noord-Korea ·
Oeganda ·
Oezbekistan ·
Oman ·
Pakistan ·
Palestina ·
Qatar ·
Saoedi-Arabië ·
Singapore ·
Soedan ·
Sri Lanka ·
Syrië ·
Tadzjikistan ·
Tanzania ·
Thailand ·
Tsjaad ·
Turkmenistan ·
Verenigde Arabische Emiraten ·
Vietnam ·
Zambia ·
Zuid-Korea
UAEFA · A-internationals · Bondscoaches · Statistieken · Olympisch elftal · Vrouwenelftal van de Verenigde Arabische Emiraten · VA Emiraten U21 · VA Emiraten U19 · VA Emiraten U17
1972 – 1979 ·
1980 – 1989 ·
1990 – 1999 ·
2000 – 2009 ·
2010 – 2019 ·
2020 − 2029
OS 2012
Algerije ·
Andorra ·
Angola ·
Argentinië ·
Armenië ·
Australië ·
Azerbeidzjan ·
Bahrein ·
Bangladesh ·
Benin ·
Bolivia ·
Brazilië ·
Brunei ·
Bulgarije ·
Chili ·
China ·
Colombia ·
Costa Rica ·
Denemarken ·
Dominicaanse Republiek ·
Duitsland ·
Egypte ·
Estland ·
Filipijnen ·
Finland ·
Gabon ·
Gambia ·
Georgië ·
Haïti ·
Honduras ·
Hongarije ·
Hongkong ·
IJsland ·
India ·
Indonesië ·
Irak ·
Iran ·
Japan ·
Jemen ·
Joegoslavië ·
Jordanië ·
Kazachstan ·
Kenia ·
Kirgizië ·
Koeweit ·
Laos ·
Libanon ·
Libië ·
Litouwen ·
Maleisië ·
Malta ·
Marokko ·
Mauritanië ·
Moldavië ·
Myanmar ·
Nepal ·
Nieuw-Zeeland ·
Noord-Korea ·
Noorwegen ·
Oekraïne ·
Oezbekistan ·
Oman ·
Oost-Timor ·
Pakistan ·
Palestina ·
Paraguay ·
Peru ·
Polen ·
Qatar ·
Roemenië ·
Rusland ·
Saoedi-Arabië ·
Senegal ·
Singapore ·
Slovenië ·
Slowakije ·
Soedan ·
Sri Lanka ·
Syrië ·
Tadzjikistan ·
Thailand ·
Togo ·
Trinidad en Tobago ·
Tsjechië ·
Tunesië ·
Turkmenistan ·
Uruguay ·
Venezuela ·
Vietnam ·
Wit-Rusland ·
Zuid-Afrika ·
Zuid-Korea ·
Zweden ·
Zwitserland